# Midnight blue (相川七瀬の曲)
「midnight blue」（ミッドナイト・ブルー）は、相川七瀬の16枚目のシングル。2000年5月31日発売。

## 解説
織田哲郎から布袋寅泰にプロデュースが交代した初作品。テレビ東京系『ASAYAN』エンディング・テーマに起用。売上は前作「China Rose」を上回った。

## 収録曲
作詞：相川七瀬・布袋寅泰　作曲・編曲：布袋寅泰
1. midnight blue
2. trust me

## 収録アルバム
midnight blue
- Purānā
- ID：2
- NANASE AIKAWA BEST ALBUM "ROCK or DIE"

trust me
- Purānā

## 参加ミュージシャン
- 布袋寅泰 - ギター、ベース、カオスパッド、キーボード
- ワタナベノブタカ - プログラミング
- JILL（PERSONZ） - コーラス
- JET SETS - コーラス
- TAMAKI - コーラス